# Cocconerion minus
Cocconerion minus är en törelväxtart som beskrevs av Henri Ernest Baillon. Cocconerion minus ingår i släktet Cocconerion och familjen törelväxter. IUCN kategoriserar arten globalt som sårbar. Inga underarter finns listade i Catalogue of Life.